# Kézilabda a 2012. évi nyári olimpiai játékokon
A 2012. évi nyári olimpiai játékokon a kézilabdatornákat július 28. és augusztus 12. között rendezték. A férfi és a női tornán is 12 csapat vehetett részt. Minden csapatot 14 játékos alkotott, így összesen 336 sportoló (168 férfi és 168 nő) vehetett részt a tornákon.
Magyarországot kézilabdában a férfi válogatott képviselte, amely a negyedik helyen végzett.

## Eseménynaptár
| 1–5 | A csoportkör fordulói | Nd., Ed. | Negyeddöntők, Elődöntők | H | Helyosztók |

| júl./aug.   | 28 | 29 | 30 | 31 | 1  | 2  | 3  | 4  | 5  | 6  | 7   | 8   | 9   | 10  | 11 | 12 |
| ----------- | -- | -- | -- | -- | -- | -- | -- | -- | -- | -- | --- | --- | --- | --- | -- | -- |
| Férfi torna |    | 1. |    | 2. |    | 3. |    | 4. |    | 5. |     | Nd. |     | Ed. |    | H  |
| Női torna   | 1. |    | 2. |    | 3. |    | 4. |    | 5. |    | Nd. |     | Ed. |     | H  |    |

## Éremtáblázat
(A táblázatokban az egyes számoszlopok legmagasabb értéke vagy értékei vastagítással kiemelve.)
| A 2012. évi nyári olimpiai játékok éremtáblázata kézilabdában | A 2012. évi nyári olimpiai játékok éremtáblázata kézilabdában | A 2012. évi nyári olimpiai játékok éremtáblázata kézilabdában | A 2012. évi nyári olimpiai játékok éremtáblázata kézilabdában | A 2012. évi nyári olimpiai játékok éremtáblázata kézilabdában | Olimpia  |
| ------------------------------------------------------------- | ------------------------------------------------------------- | ------------------------------------------------------------- | ------------------------------------------------------------- | ------------------------------------------------------------- | -------- |
|                                                               | Ország                                                        | Arany                                                         | Ezüst                                                         | Bronz                                                         | Összesen |
| 1.                                                            | Franciaország (FRA)                                           | 1                                                             | 0                                                             | 0                                                             | 1        |
| 1.                                                            | Norvégia (NOR)                                                | 1                                                             | 0                                                             | 0                                                             | 1        |
|                                                               |                                                               |                                                               |                                                               |                                                               |          |
| 3.                                                            | Montenegró (MNE)                                              | 0                                                             | 1                                                             | 0                                                             | 1        |
| 3.                                                            | Svédország (SWE)                                              | 0                                                             | 1                                                             | 0                                                             | 1        |
|                                                               |                                                               |                                                               |                                                               |                                                               |          |
| 5.                                                            | Horvátország (CRO)                                            | 0                                                             | 0                                                             | 1                                                             | 1        |
| 5.                                                            | Spanyolország (ESP)                                           | 0                                                             | 0                                                             | 1                                                             | 1        |
|                                                               |                                                               |                                                               |                                                               |                                                               |          |
| Összesen                                                      | Összesen                                                      | 2                                                             | 2                                                             | 2                                                             | 6        |

## Érmesek

### Férfi torna
| A 2012. évi nyári olimpiai játékok érmesei férfi kézilabdában | A 2012. évi nyári olimpiai játékok érmesei férfi kézilabdában | A 2012. évi nyári olimpiai játékok érmesei férfi kézilabdában | A 2012. évi nyári olimpiai játékok érmesei férfi kézilabdában |
| Arany | Ezüst | Bronz |                                                               |
| Franciaország (FRA) | Svédország (SWE) | Horvátország (CRO) |                                                               |
| --- | --- | --- | ------------------------------------------------------------- |
| Jérôme Fernandez Didier Dinart Xavier Barachet Guillaume Gille Bertrand Gille Daniel Narcisse Guillaume Joli Samuel Honrubia Daouda Karaboué Nikola Karabatić Thierry Omeyer William Accambray Luc Abalo Cédric Sorhaindo Michaël Guigou | Mattias Andersson Mattias Gustafsson Kim Andersson Jonas Källman Magnus Jernemyr Niclas Ekberg Dalibor Doder Jonas Larholm Tobias Karlsson Johan Jakobsson Johan Sjöstrand Fredrik Petersen Kim Ekdahl du Rietz Mattias Zakrisson Andreas Nilsson | Venio Losert Ivano Balić Domagoj Duvnjak Blaženko Lacković Marko Kopljar Igor Vori Jakov Gojun Zlatko Horvat Drago Vuković Damir Bičanić Denis Buntić Mirko Alilović Manuel Štrlek Ivan Čupić Ivan Ninčević |                                                               |

### Női torna
| A 2012. évi nyári olimpiai játékok érmesei női kézilabdában | A 2012. évi nyári olimpiai játékok érmesei női kézilabdában | A 2012. évi nyári olimpiai játékok érmesei női kézilabdában | A 2012. évi nyári olimpiai játékok érmesei női kézilabdában |
| Arany | Ezüst | Bronz |                                                             |
| Norvégia (NOR) | Montenegró (MNE) | Spanyolország (ESP) |                                                             |
| --- | --- | --- | ----------------------------------------------------------- |
| Kari Aalvik Grimsbø Ida Alstad Heidi Løke Tonje Nøstvold Karoline Dyhre Breivang Kristine Lunde-Borgersen Kari Mette Johansen Marit Malm Frafjord Linn Jørum Sulland Katrine Lunde Linn-Kristin Riegelhuth Koren Gøril Snorroeggen Amanda Kurtović Camilla Herrem | Marina Vukčević Radmila Miljanić Jovanka Radičević Ana Đokić Marija Jovanović Ana Radović Anđela Bulatović Sonja Barjaktarović Maja Savić Bojana Popović Suzana Lazović Katarina Bulatović Majda Mehmedović Milena Knežević | Andrea Barnó Carmen Martín Nely Carla Alberto Beatriz Fernández Verónica Cuadrado Marta Mangué Macarena Aguilar Silvia Navarro Jessica Alonso Marta López Elisabeth Pinedo Begoña Fernández Vanessa Amorós Patricia Elorza Mihaela Ciobanu |                                                             |